# EHC Linz
EHC LIWEST Black Wings Linz – austriacki klub hokejowy z siedzibą w Linzu.

## Informacje ogólne
- Nazwa: EHC LIWEST Black Wings Linz
- Rok założenia: pierwotnie 1992, reaktywowany 2005
- Barwy: czarny, petrol, pomarańczowy
- Lodowisko: Keine Sorgen Eisarena
- Adres: Untere Donaulände, 4020 Linz
- Pojemność: ok. 3485

## Dotychczasowe nazwy klubu
- EHC Black Wings Linz (zał. 1992)
- EHC Liwest Black Wings Linz (ponownie zał. 2005)
- Steinbach Black Wing (2020-)

## Sukcesy
- Złoty medal mistrzostw Austrii (2 razy): 2003, 2012[1]
- Srebrny medal mistrzostw Austrii (3 razy): 2002, 2010, 2016